# NGC 6910
NGC 6910 هي مجرة تتبع كوكبة الدجاجة. اكتشفها ويليام هيرشل في 17 أكتوبر 1786.

## روابط خارجية
- NGC 6910 على موقع ويكي سكاي: DSS2, SDSS, GALEX, IRAS, Hydrogen α, X-Ray, Astrophoto, Sky Map, Articles and images